# Arroyo Tambor
Arroyo Tambor är en ort i Mexiko.   Den ligger i kommunen San Felipe Usila och delstaten Oaxaca, i den sydöstra delen av landet, 300 km sydost om huvudstaden Mexico City. Arroyo Tambor ligger 86 meter över havet och antalet invånare är 448.
Terrängen runt Arroyo Tambor är kuperad åt nordväst, men åt sydost är den bergig. Arroyo Tambor ligger nere i en dal. Runt Arroyo Tambor är det ganska glesbefolkat, med 42 invånare per kvadratkilometer. Närmaste större samhälle är San Felipe Usila, 7,9 km sydväst om Arroyo Tambor. I omgivningarna runt Arroyo Tambor växer i huvudsak städsegrön lövskog.